# 艾芭·巴普蒂斯塔
艾芭·巴普蒂斯塔（葡萄牙語：Alba Baptista，1997年7月10日—）是一名葡萄牙女演員。她最知名的演出是在Netflix影集《修女戰士》（2020年至今）中飾演主角艾娃·席爾娃。

## 早年生活
巴普蒂斯塔出生於葡萄牙里斯本，有著葡萄牙母親和巴西父親。她會說葡萄牙文、西班牙文、英文、法文、德文。

## 職業生涯
巴普蒂斯塔的首部螢幕主演是在16歲，出演短片《Miami》。她在2020年演出電影《法蒂瑪的奇蹟》。2019年，巴普蒂斯塔宣布被選為《修女戰士》主角艾娃·席爾娃（Ava Silva）。
她與Elite Lisbon經紀公司簽約。

## 個人生活
2023年與美國演員克里斯·伊凡結婚。

## 作品

### 電影
| 年份 | 名稱                 | 角色            | 備註   |
| ---- | -------------------- | --------------- | ------ |
| 2014 | Miami                |                 | 短片   |
| 2020 | 《法蒂瑪的奇蹟》     | Lopez先生的女兒 |        |
| 2022 | 《哈里斯夫人去巴黎》 | Natasha         | 英語片 |

### 電視
| 年份      | 名稱         | 角色                   | 備註     |
| --------- | ------------ | ---------------------- | -------- |
| 2016-2017 | A Impostora  | Beatriz Martins Varela | 常設角色 |
| 2017      | A Criação    | Little Mouse           | 主角     |
| 2017-2018 | 双重游戏     | Leonor Neves           | 主要角色 |
| 2020-至今 | 《修女戰士》 | Ava Silva              | 主角     |

## 外部連結
- 艾芭·巴普蒂斯塔在互联网电影资料库（IMDb）上的資料（英文）